# Otto Obermeier (Künstler)

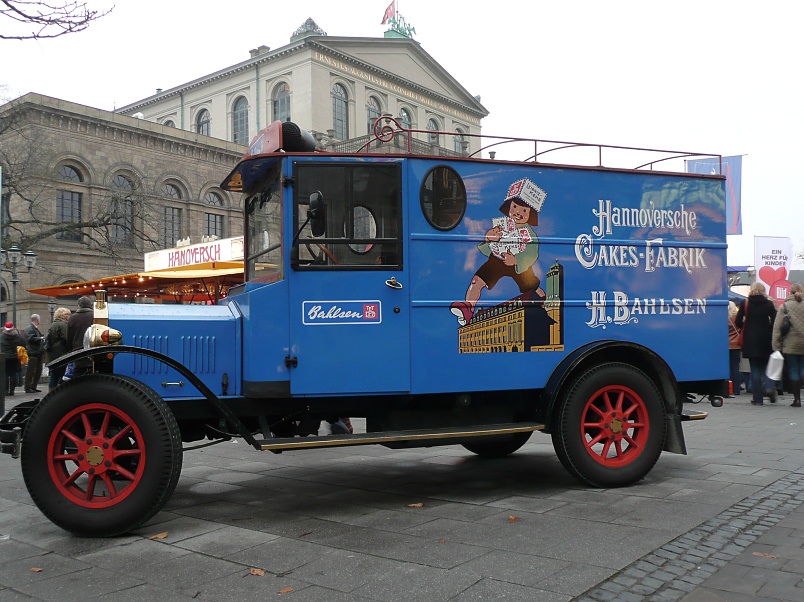
Bahlsen-Werbefahrzeug im Oldtimer-„look“ mit der Nachzeichnung von einem Plakat von Obermeier; vor dem Opernhaus Hannover

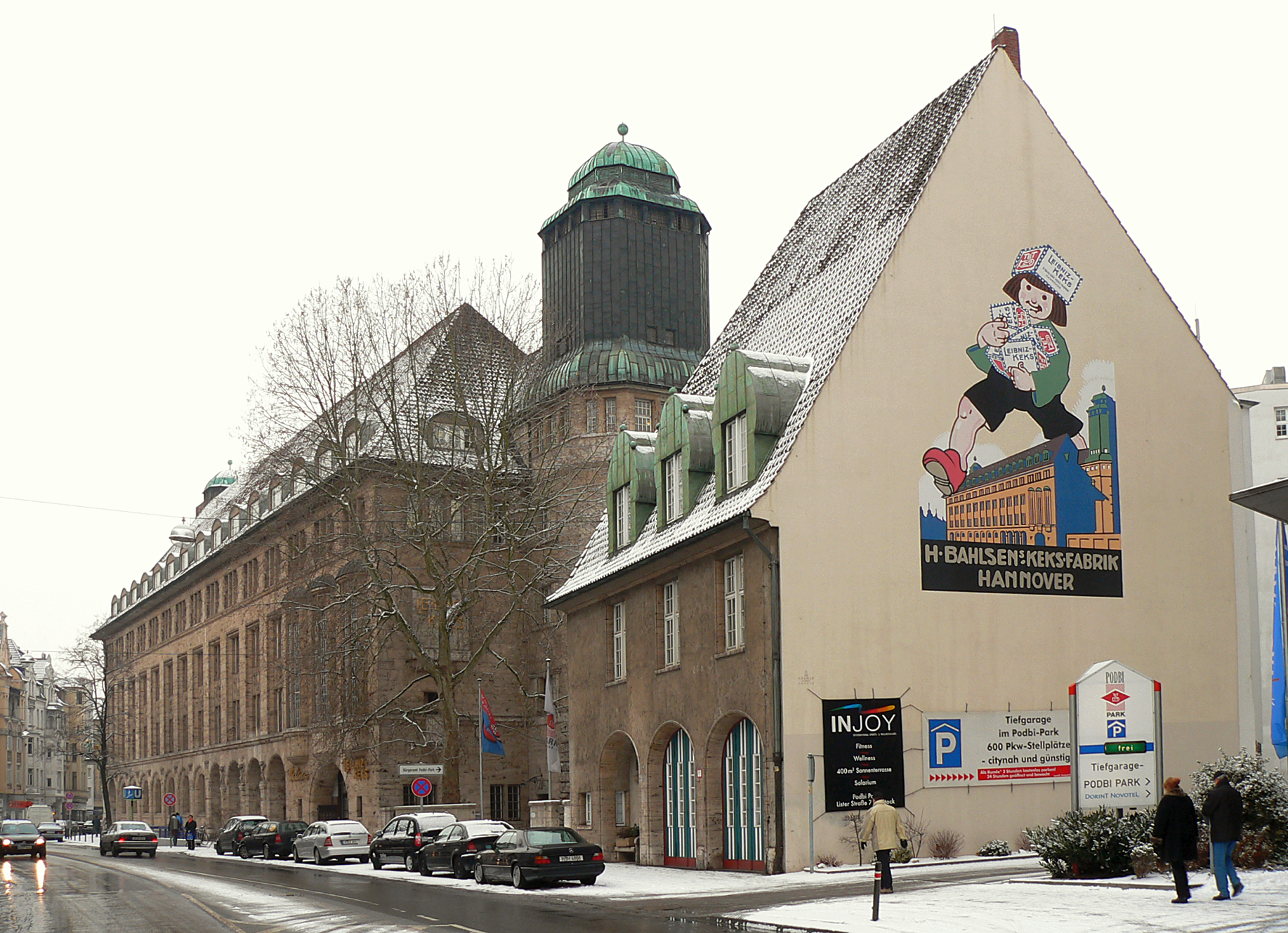
Wiedergabe eines Plakates (um 1912) von Obermeier für Bahlsen an der Hauswand des ehemaligen Feuerwehrhauses der Keksfabrik an der Podbielskistraße in Hannover

Otto Obermeier  (* 23. Juli 1883 in München; † 14. Dezember 1958 ebenda) war ein deutscher Gebrauchsgraphiker, Maler und Illustrator.

## Leben
Nach dem Besuch der gewerblichen Fortbildungsschule und einem Studium an der Kunstgewerbeschule in München studierte Obereimer ab 1905 an der Königlichen Akademie der Bildenden Künste in München bei Gabriel von Hackl. Um sein Studium zu finanzieren, zeichnete er comichafte Münchenpostkarten, die meistens das Münchner Kindl im Motiv hatten, andere Postkarten huldigten die Familie Wittelsbach oder das Oktoberfest. Dutzende dieser Motive prägten das touristische Münchenbild der 1910er Jahre.
Er avancierte zum wichtigsten Gebrauchsgraphiker der süddeutschen Bierindustrie. Kaum eine Münchner Brauerei, die nicht in den 1910er Jahren ein Plakat von Obermeier in Auftrag gegeben hat. So zum Beispiel stellte Obermeier im Auftrag von Löwenbräu 1907 eine ganze Serie von St.- Benno-Bier Plakaten her, die mit Abweichungen noch bis in den 1950er Jahren gedruckt wurden.
Heute noch prägen seine prägnanten Plakate das Stadtbild Münchens. Sein Werbeplakat von 1910 für das von Augustiner-Bräu. Jahrzehntelang war das legendäre Münchner Unterhaltungslokal Platzl mit einem seiner Plakate.
Um 1912 entwarf Obermeier für Bahlsen Plakate und Reklamemarken. 1924 entwarf er ein Wahlplakat für den rechtsradikalen Völkischen Block mit dem Hakenkreuz.